# Віджаясімха
Віджаясімха (д/н — 1210) — магараджахіраджа держави Чеді-Дагали у 1188—1210 роках.

## Життєпис
Походив з династії Калачура. Син Джаясімхи і Ґосаладеві. Близько 1188 (за іншими відомостями 1180) року спадкував трон. У 1190/1192 році Саллакшана, намісник Каркареді (поблизу Рева), що на заході володінь Калачура, прийняв титул магараджи й оголосив незалежність. Лише завдяки діям іншого васала Малаясімхи вдалося перемогти заколотника. Потім придушено було заколот іншого феодала Вікрама. Зрештою зумів зміцнити владу, але остаточно перейшов до оборони існуючих володінь, що охоплювали регіон Чеді-Дагала, відмовившись відновити колишні кордони.
Згодом з тим вступив у протистояння з Сомешварою IV з Західних Чалук'їв, що завдав поразки державі Південних Калачура, зумівши захопити частину його території. Втім близько 1196 року зазнав поразки від Джайтугі, магараджи Сеунів. Продовжив війну з сином останнього — Сінгханою II, але без успіху.
Наприкінці життя зробив сина Трайлок'явармана своїм співправителем, який спадкував Віджаясімхі після його смерті, що сталася близько 1210 року.